# Festligt præludium over choralen Lover den Herre
Festligt præludium over choralen "Lover den Herre" is een compositie van Niels Gade. Gade schreef het werk ter gelegenheid van de voltooiing van de restauratie van de Holmens Kirke. Gade was vaste organist aldaar. Het is Gades versie van een prelude op het koraal Lobe den Herren, den mächtigen König der Ehren van Joachim Neander. Het werk vond zijn weg naar allerlei opnamen, waarvan ook een door de Nederlandse organist Evert van de Veen.

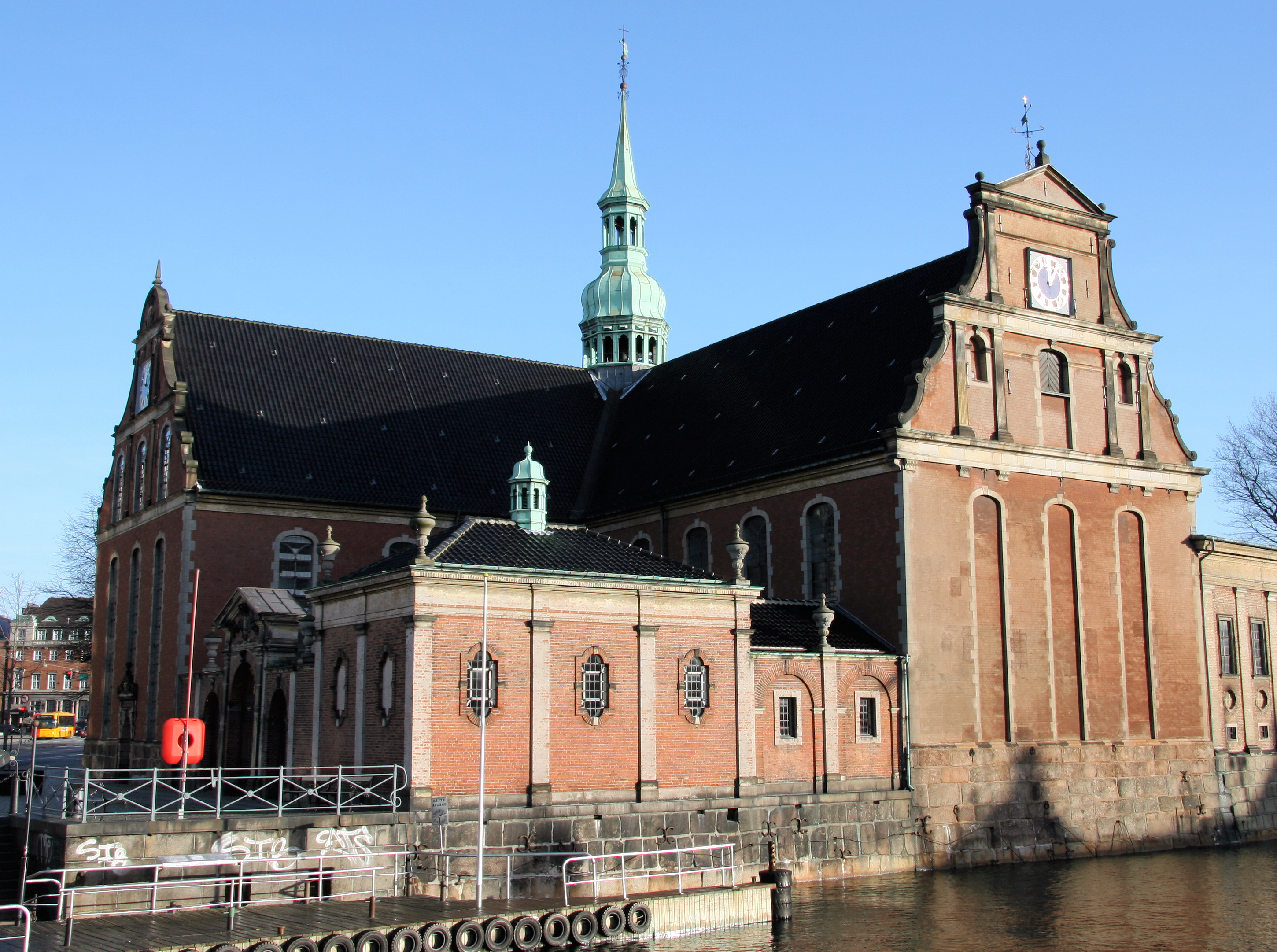
Holmens Kirke